# Acting Superintendent's Headquarters
L'Acting Superintendent's Headquarters – ou Army Cabin – est une cabane en bois située dans le comté de Mariposa, en Californie, dans le sud-ouest des États-Unis. Construite en 1904 aux alentours de Wawona puis déplacée en 1906 dans la vallée de Yosemite, elle abrite le commandement militaire du parc national de Yosemite jusqu'à l'établissement du National Park Service. Retournée à Wawona en 1958, elle y est depuis lors exposée au sein du Pioneer Yosemite History Center. Elle est inscrite au Registre national des lieux historiques depuis le 9 juin 1978.